# 福島のぶひろの、どうぞお構いなく。
福島のぶひろの、どうぞお構いなく。（ふくしまのぶひろの、どうぞおかまいなく。）は、MBSラジオ（毎日放送）が関西ローカルで放送していた同局アナウンサー・福島暢啓（ふくしま のぶひろ）の冠番組である。
2015年10月5日から『MBSマンデー（サンデー）スペシャル』内で通算11回放送された後に、2016年4月1日から2020年3月20日まで毎週金曜日の25時台（土曜日の1時台）にレギュラー番組として編成。福島の趣味の一つである昭和歌謡や、リスナーからのリクエスト曲も随時放送することから、編成上は「MMZ（MBS-FM MUSIC ZONE）906!」→ 「+MUSIC 906!」（MBSラジオが月 - 土曜日の深夜に放送する音楽系番組のレーベル）内の番組と位置付けられていた。
2018年4月6日以降の放送時間は、基本として金曜日の25:10 - 26:00（JST）。ただし、『小籔×笑い飯の「土020」』（同年4月13日から月に1回のペースで金曜日の24:20 - 26:00に生放送）を編成する週には休止していた。

## 概要
福島がメインパーソナリティを務めていたMBSラジオの番組（『福島暢啓の昭和歌謡でしょ!』『福島暢啓 歌の朝市』）の流れを汲みながら、リスナーが参加できる企画や福島による全編ロケ企画など、多彩な内容を盛り込んだ番組。福島が単独で進行していた『歌の朝市』（2014年4月5日から2016年3月26日まで毎週土曜日の5:00 - 5:15に放送）から一転して、よふかしイエロー信宗（よふかし -  のぶそう：松竹芸能所属のお笑いコンビ・よふかしイエローのメンバー）が準レギュラーとして出演していた。
「どうぞお構いなく。」という番組タイトルは、福島とスタッフの合議によって決定。福島の希望で「ワシントン広場の夜はふけて」を番組の冒頭に使用した一方で、キダ・タローが特別に提供した楽曲をジングルに使用していた。また、福島が普段から興味や疑問を持っている物事を、番組の企画に反映させていたという。
2015年度の日本プロ野球（NPB）オフシーズン（2015年10月5日 - 2016年3月7日）に、『MBSマンデースペシャル』（または『MBSサンデースペシャル』）枠の特別番組として、おおむね月に2回のペースで放送。『歌の朝市』の終了を機に、2016年4月1日から、毎週金曜日の深夜に通年で放送するようになった。
レギュラー化以降は、基本として毎日放送本社（大阪市北区茶屋町）のラジオスタジオで事前に収録した内容を放送。月に1回は全編ロケ企画の「お出かけお構いなく。」で構成するほか、2019年9月21日までは、毎月最終週（2018年4月以降は毎月最後）の放送を「進行表のない生放送」に充てていた。
2018年2月24日（23日未明）の生放送で、通算の放送回数が100回へ到達。ただし、福島が2019年10月改編からMBSラジオで毎週金曜日の夕方（前月まで『上泉雄一のええなぁ!』の金曜分を編成していた放送枠）に『福島のぶひろの、金曜でいいんじゃない?』という生ワイド番組のパーソナリティを担当する関係で、当番組では同月放送分から事前収録へ完全に移行した。
2020年3月20日（21日未明）にオールロケ企画の「お出かけお構いなく。～桜を見るかい?～」を放送することによって、当番組を終了。終了を発表した3月13日（14日未明）放送分が、スタジオからの最終放送になった。
ちなみに、福島は2021年3月29日以降の月曜日に、毎日放送の『よんチャンTV』（平日夕方の関西ローカル向け報道・情報番組）へレギュラーで出演中。その一方で、キダは2024年5月14日に93歳で永眠した。キダは在阪各局の番組のテーマソングを生前に数多く作曲していたが、（MBSラジオを含む）毎日放送グループが制作した番組への提供曲は、他の在阪民放局に比べて少なかった。このような事情から、同月16日（木曜日）の『よんチャンTV』でキダの訃報を伝えた際には、当番組のジングルを「（生前に作った）番組テーマ曲の1つ」として紹介している。

## 出演者
- パーソナリティ：福島暢啓（毎日放送アナウンサー）
  - 「ほんとは構って欲しいけど　はたしてお役に立てようか。夜のしじまに出逢った我ら、『おそばにそっと』で結構です」という口上で番組を始めることや、「今夜も〜ですが、どうぞお構いなく」という表現でオープニングトーク、「次回[3]も〜ですが、どうぞお構いなく」という表現でエンディングトークを締めくくることが特徴。また、後述するコーナーでは、現金を「おかね」と表現している。その一方で、「進行表のない生放送」では、放送月に自身で購入したCDや中古レコードから必ず1曲を放送中に流していた。
    - 福島がゲストで出演した2019年1月7日（月曜日）『ごごラジ!』（NHKラジオ第1放送の全国向け生放送番組）でも、当番組のオープニングテーマ曲を流しながら、上記のオープニングの口上を自身で再現した。

  - 2017年9月29日までのレギュラー版で生放送を実施する場合には、放送日の17:00前後に『ちちんぷいぷい』（MBSテレビ）でロケコーナー（「歌碑ものがたり」「駅メロものがたり」）のスタジオ報告を担当してから、当番組へ臨んでいた。逆に、当番組の生放送を終えてから、翌朝に『サタデープラス』（MBSテレビ制作・TBS系列全国ネットの生放送番組）へ出演することもあった。
  - 2017年度のナイターオフ期間（2017年10月 - 2018年3月）には、『ちちんぷいぷい』での担当企画を変更する[4]とともに、『次は〜新福島!』（毎週火曜日 - 木曜日20:00 - 22:00に放送の生ワイド番組）のパーソナリティも担当。他のレギュラー番組（『サタデープラス』『MBS SONG TOWN』[5]『ヤングタウン日曜日』）への出演も続けていたため、出演番組が毎日放送される週があった。2018・2019年度も、ナイターオフ期間には『次は～新福島!』シリーズのパーソナリティを兼務。
- コーナーレギュラー：信宗啓太（よふかしイエロー）
  - 広島県尾道市の出身で、福島にとっては、龍谷大学の学生時代（龍谷大学落語研究会）の先輩に当たる。『MBSマンデースペシャル』時代の第1回放送で、テレビ・ラジオを通じての番組デビューを果たした[6]。2017年度以降のナイターオフ期間には、『次は〜新福島!』シリーズにもレギュラー出演。
  - 福島が『ごごラジ!』へのゲスト出演に至ったきっかけは、「信宗の顔が（同番組パーソナリティの）神門光太朗（担当時点ではNHKラジオセンターのアナウンサー）に似ている」という趣旨のメッセージが2018年内の『次は～新福島!第2章=めばえ=』で取り上げられたことによる。

## レギュラー化以降の放送時間
- 2016年4月1日 - 2016年12月2日　毎週金曜日25:05 - 26:00（土曜日1:05 - 2:00）
- 2016年12月9日 - 2017年3月31日 　毎週金曜日25:00 - 26:00（土曜日1:00 - 2:00）[7]
- 2017年4月7日 - 2017年9月29日　毎週金曜日25:10 - 26:00（土曜日1:10 - 2:00）[8]
- 2017年10月6日 - 2018年3月30日　毎週金曜日25:00 - 26:00（土曜日1:00 - 2:00）[9]
- 2018年4月6日 - 2020年3月20日　金曜日25:10 - 26:00（土曜日1:10 - 2:00）[10]
  - 『小籔×笑い飯の「土020」』を放送する週には、前枠番組の『野村啓司の懐メロ♪ジュークボックス』（24:20 - 25:10）と共に休止していた。『懐メロ♪ジュークボックス』も当番組と同じ日にレギュラー放送を終了したが、2020年4月以降は、『新マンデースペシャル』（毎週月曜日20:00 - 20:55）内での月1回放送へ移行している。
  - 2018年以降の8月下旬には、野村啓司（毎日放送出身のフリーアナウンサー）と福島が「MBSラジオ　真夏のヒットパレード～昭和歌謡は永遠に～」（新歌舞伎座→オリックス劇場で開催する同局の音楽イベント）で司会を務めることにちなんで、同イベント直近の金曜日深夜（土曜日未明）に当番組と『 - ジュークボックス』の間で歌謡曲に関するコラボレーション企画を実施。先に放送された『 - ジュークボックス』に福島、当番組に野村がゲスト扱いで出演していた。

放送後には、放送済みの内容から「ワシントン広場の夜はふけて」や一部の楽曲を編集で割愛した音源を、YouTube上の公式チャンネルから無料で配信している。配信期間は1年間で、radikoのタイムフリー機能で放送後1週間以内の全編音源再生が可能になった2016年10月15日以降の放送分も配信の対象になっていた。
NPBのシーズン中に『MBSベースボールパーク』のナイトゲーム中継を21:00以降も放送する場合にも、基本として放送枠の完全スライドで対応していた。
- 2016年4月15日の深夜（16日未明）には、事前に収録した内容を、第3回として放送する予定だった。しかし、放送中の16日1:25に熊本地震の本震が発生。MBSラジオでは、宿直勤務中だった水野晶子[11]・福本晋悟両アナウンサーによる地震速報の放送を優先した。このため、当番組は中断を繰り返した末に、全編を放送できないまま終了。地震速報の挿入によって完全に放送できなかった企画を、後日改めて放送するという措置を講じた。

2019年9月まで実施していた「進行表のない生放送」では、メッセージの投稿実績などから番組側で「常連」とみなしたリスナーのラジオネームを福島がオープニングでひと通り紹介しながら、該当するリスナーからのメッセージや企画への参加を募集。電話での出演が可能なリスナーに向けて、福島が放送中にスタジオから電話を掛けたうえで、しりとりで対決することもあった。
- しりとりのルールは、リスナーがあらかじめ、順番（先攻か後攻）や使用できる文字数（3文字・4文字・5文字のいずれか）を指定。リスナーが言った単語1つに対して、文字数に応じて賞金を加算する（3文字が100円、4文字が150円、5文字が200円）[12]
- しりとりの制限時間は2分間（BGMとして「ウィリアム・テル」が流れる）。「ん」で終わる単語を言ってしまった場合や、開始から2分を経過した時点でターンが回っている場合には、該当するリスナー（または福島）を「負け」とみなす。番組スタッフが「言葉に詰まった」と判断した場合には、10秒間のカウントダウンを実施したうえで、「0」までに単語を言えなかったリスナー（または福島）を「負け」と認定する。
- リスナーがしりとりで福島に勝った場合には、上記の条件に沿って加算された額の賞金をプレゼント。福島が勝った場合には、その分の賞金を、キャリーオーバー扱いで次回の開催にまで持ち越す。

レギュラー化以前の2016年1月1日（金曜日）には『福島のぶひろの2016年も「どうぞお構いなく。」』、レギュラー化以降の2017年1月2日（月曜日）には『福島のぶひろの、2017年もどうぞお構いなく。』を正月特別番組として放送した。
2019年3月8日深夜（9日未明）には、事前に収録した内容を放送する予定を、「緊急特別生放送」に変更した。放送の2日前（3月6日）に東京都内で開かれた「『ラジスマ』発売開始記念式典」（日本民間放送連盟ラジオ委員会主催）へ福島が参加したことによる措置で、当日に会場で収録した蓮見孝之（TBSテレビ）・永岡歩（CBCテレビ）両アナウンサーへのインタビュー音源を交えながら、式典の模様や「ラジスマ」（radiko用のアプリケーションとFMラジオ用のチューナーを内蔵したスマートフォン）の特徴を紹介した。
2019年5月12日（日曜日）の午前中には、「チャリウッド2019」（毎日放送が前日から本社のある茶屋町界隈で開催していたイベント）の一環として、同社の本社M館1階「ちゃぷらステージ」で福島と信宗の進行による番組初の公開収録「春のお構いなく音楽祭」を実施。通算150回目の放送に当たる同月18日未明放送分で、ダイジェストの音源を流した。

## 主な企画・コーナー

### 番組終了時点
- あなたならどうする!?
  - 「普段では起こり得ない事態に突然巻き込まれたら、（リスナーの）あなたはどうする?」というテーマで、そのテーマに見合った専門家や事情通から、事態を乗り切るためのヒントを福島が訊き出した。いしだあゆみが歌うコーナーと同名の楽曲のサビの最初のフレーズを、タイトルコールに続いて流すことが特徴。
  - 当コーナーからの派生企画として、同じジャンルで活動する複数の専門家（または近畿地方で一般向けに営業しているタワー・水族館などの施設の代表者）が福島の下で一堂に会する「○○サミット」を、2週にわたって放送することもあった。
  - 2020年3月13日（14日未明）放送分の当コーナーでは、「もしも、番組が終了すると言われたら?」というテーマで、福島から当番組の終了を発表。そのうえで、過去184回分の放送から選りすぐりの名場面を紹介する「第1回・最初で最後の構（カマ）デミー賞」という特別企画を実施した。
- 生まれる時代を間違えた
  - 昭和時代の末期（1987年）に生まれながら、「生まれる時代を間違えた」と自認するほど昭和歌謡を好きな福島が独自の視点で選んだ「知る人ぞ知る名曲」を数曲流す。放送回によっては、テーマと縁の深いアーティストをゲストに招くこともあった。
- お出かけお構いなく。
  - 月に1回放送される全編ロケ企画で、主に放送週の水曜日に収録[14]。知る人ぞ知るスポット・イベントや、福島自身がかねてから気になっているスポットを取材した模様を放送した。オープニングから本編へ入るまでの間に、昭和歌謡を1曲流せるように編集していることが特徴。訪問先によっては、先輩のアナウンサー、取材先に詳しい専門家、信宗がロケに同行していた。
  - 最終回で放送された「お出かけお構いなく。～桜を見るかい?～」には、福島と信宗が出演した。さらに、MBSラジオでは、当番組の放送終了から約3週間後（2020年4月7日＝火曜日）の18:00 - 20:00に『福島のぶひろのお花見ラジオ』という特別番組を生放送（福島・信宗および後輩アナウンサーの森本尚太・三ツ廣政輝・辻沙穂里が出演）。新型コロナウイルスへの感染拡大で同年のNPBレギュラーシーズンの開幕が大幅に遅れていることを背景に急遽編成されたため、毎日放送本社内のラジオスタジオからお花見気分を醸し出すトーク・楽曲・企画を放送したほか、当番組の公式メールアドレスでリスナーからのメッセージを受け付けていた。
  - 2020年からは、福島の冠番組シリーズをベースに長時間の生放送番組として編成される1月1日の新春特別番組でも、当コーナーからの派生企画（同年3月まで『ちちんぷいぷい』『サタデープラス』で共演していた毎日放送報道局気象情報部所属の気象予報士・広瀬駿との初詣生中継）を放送している。
- モヤッと投書箱
  - 日常生活で遭遇した「モヤッとする」（怒るほど感情が高ぶらなくても違和感が残るような）出来事をテーマに、リスナーから投書を募ったうえで、その一部を福島と信宗が紹介。「おでかけお構いなく。」の収録先から放送することもあった。
- 極楽リクエスト
  - リスナーからリクエスト曲を募ったうえで、その中から1曲を流していた。リクエスト曲にまつわるエピソードを添えて投稿することが条件で、採用されたリスナーには現金5,000円をプレゼント。
  - 最終回では、「お出かけお構いなく。」ロケ先からの信宗のリクエストに沿って、信宗の愛聴曲である「チェリー 」（スピッツ）を特別に流した。
- チェスト!福構メール道場
  - 「進行表のない生放送」の終了に伴って始まったリスナー投稿企画で、2019年10月26日未明放送分から開始。「当番組をはじめ、日本全国のラジオ番組で戦える（電子メールで投稿したメッセージが採用されやすい）『メール剣士』を養成する」という設定の下で、「メール道場の先生」に扮した福島が、メールで寄せられたメッセージの一部を厳しく批評した。
  - 毎回1つのテーマを示したうえで、そのテーマに沿ってメールで投稿されたメッセージから、福島が「放送で採用するには物足りない」と感じた表現・描写・文字・構成を添削することが特徴。放送では、紹介するメッセージを3段階の「喝」（または「良かろう」）で評価したうえで、寸評、添削の結果、投稿者へのアドバイスを述べていた。ちなみに、福島からの評価が最も低いメッセージには「三喝」、最も高いメッセージには「三良かろう」と認定。また、放送のペースが定まっていないことから、エンディングでは次回のテーマを福島から発表していた。
  - 信宗はメッセージを提供しないが、放送では「剣士」の1人として福島をサポート。コーナータイトルの「チェスト」は、薩隅方言（福島の出身地である宮崎県の一部や鹿児島県の全域で使われる方言）で気合いを入れるための絶叫表現に由来している。

以上のレギュラー企画に加えて、2018年以外の毎年12月には、「お耳で感じるグラビア総まとめ!」を事前収録で放送。先輩（ベテラン）のアナウンサーながらグラビアアイドルに詳しい亀井希生をスタジオに迎えたうえで、自費（本人曰く「毎日放送の給与からの天引き」による購入）で鑑賞した雑誌のグラビアページや写真集を基に、1年間のグラビア事情を語らせていた。2017年（12月1日放送）分については、通算100回目の放送を前に実施された「私の神回ベスト3」（過去99回分の放送からベスト3を選ばせるリスナー投票企画）で1位に選ばれた。

### 過去
- 真夜中の5・7・5→生の時だけ5・7・5
  - 番組から提示したお題に沿ってリスナーから寄せられた「5・7・5」（川柳）を、できるだけ多く紹介するコーナーで、当初は「真夜中の5・7・5」というタイトルでほぼ毎週放送。一時休止していたが、リスナーからの投稿や要望が相次いだことを受けて、生放送限定の企画「生の時だけ5・7・5」として再開した。
  - 放送中に紹介した俳句のうち、福島がとりわけ強く感銘を受けた句を投稿したリスナーには、現金5,000円を進呈。「生の時だけ5・7・5」への移行後は、お題を「今月の宿題」として1ヶ月間提示していた。
  - かつては、1人のリスナーが何首でも川柳を投稿できるようになっていた。2017年8月募集分の「生の時だけ5・7・5」からは、投稿件数を1人最大3首にまで制限していた。2018年4月から放送時間を短縮することや、『小籔×笑い飯の「土020」』を編成する関係で月に1回放送を休止することに伴って、同年3月分を最後に休止。
- あいうえお作文
  - レギュラー版の開始当初に実施。番組から提示したお題に沿ってリスナーから寄せられたあいうえお作文から、一部を紹介していた。
- 番組ジングルのアレンジ
  - 『MBSマンデースペシャル』時代の第1回にゲストで出演したキダ・タロー[6]が、後に当番組向けのオリジナルジングルを作曲。放送上は、福島の歌唱によるバージョンを中心に、アーティストをゲストへ迎えた際に収録した複数のバージョンを流し分けている。
  - 一般のリスナーからも、歌唱や演奏を収録したCDを送ることを条件に、新しいバージョンの制作希望者を随時募集。当番組の公式サイトでは、ジングルの楽譜を記したPDFファイルを公開しているほか、福島バージョンとカラオケバージョンによるジングルの音源を配信するYouTube上のページへのリンクを埋め込んでいる。
- オシャレ問答
  - 2017年10月から2018年9月の最終放送（22日未明）まで放送していたリスナー参加企画で、番組が提示する素朴な疑問に対して、成人らしく（洗練された）「オシャレ」な回答をリスナーへ求める。福島は当コーナーのみ、タイトルコールや回答の宛先の告知を、森本レオ風の口調で伝えていた。
  - 「問い」に当たるお題の読み上げを、福島の先輩アナウンサーでアナウンス部長の関岡香が担当。関岡は、当コーナーの開始前に「あなたならどうする!?」へゲストで出演したほか、100回記念の生放送では電話を通じて福島へ真っ先にメッセージを寄せた。ちなみに、『福島のぶひろの、金曜でいいんじゃない?』では、関岡が福島のパートナーを務める。
  - 2018年3月までは毎月最終週のみ休止していたが、同年4月からはほぼ毎回放送。「進行表のない生放送」中にも投稿を受け付けていた。
- オシャレ奉行
  - 2018年10月から2019年3月まで生放送限定で実施された時代劇風リスナー参加企画。「街にオシャレが増える限り、この世に悪は栄えない」と銘打って、福島がこの企画限定で「福島奉行」に扮していた。
  - 番組スタッフが毎回「お題」（「喫茶店をオシャレにするにはどこをどうすれば良い?」「そば屋で見掛けたオシャレ」など）を提示したうえで、リスナーから「オシャレ」と思われるアイデアを募集。当番組のスタジオを「お白州」、リスナーから投稿されたメッセージを「文」（ふみ）と称したうえで、一部の「文」へ記されたアイデアについて、生放送中に「福島奉行」がオシャレの是非を判断した。投稿自体は、生放送以外の週にも、電子メールとFAXで随時受付。「オシャレ問答」の流れを汲んでいたため、同コーナーの最後に流していた関岡による声の音源（艶っぽい声で「オシャレ・・・」と囁いた模様を収録した音源）を、エンディングに流用していた。

## 番組キャラクター
- おかまちゃん
  - 番組タイトルの「お構いなく」にちなんで、飯炊き釜をモチーフに作成。

## 番組グッズ
レギュラー化当初から2019年10月までは、投稿したメッセージや作品が放送で採用されたリスナー全員に、「おかまちゃんポストカード」を進呈していた。同月26日放送分の「チェスト!福構メール道場」から、ポストカードに代わって、福島自身の描画によるステッカーをプレゼント。ステッカーは2種類で、「チェスト!福構メール道場」用と、その他のコーナー用に分かれていた。
福島が特に感銘を受けたメッセージを投稿したリスナーには、焼き印を入れた番組オリジナルのキーホルダーをプレゼントに追加。以前は、「おかまちゃんポストカード」が40枚届いたことを報告したリスナーにも、キーホルダーを進呈していた。
ちなみに、「チェスト!福構メール道場」用のステッカーには、コーナーの趣旨にちなんで「小田寄　格之進」（おたより・かくのしん＝「お便り書く」というニュアンスで命名）というモノクロアニメ風のオリジナルキャラクターが描かれている。当初は福島の意向で、このステッカーを進呈したリスナーに対して、ステッカーの画像をSNSで公開しないよう申し入れていた。しかし、番組終了の発表を機に方針を転換。「リスナーが『メール道』へ邁進するための因（よすが）となれば幸い」と称して、福島が自身のtwitterアカウントを通じて、「小田寄　格之進」の画像をリスナーへ公開するに至った。
福島は関連するキャラクターを徐々に増やすつもりだったとのことで、番組の終了が決定するまでに、格之進の実父「小田寄　暮秋」（おたより・ぼしゅう＝お便り募集） 、「メール道場」の道場主として「五ツ川　浄蓮」（いつかわ・じょうれん＝「いつかは常連」）、 僧侶として「呉王坊　年々」（ごおうぼう・どしどし＝「御応募どしどし」）というキャラクターを想定していたほか、「与間　廉造」（よま・れんぞう＝「読まれんぞ」）、「尾羽垣　快太」（おはがき・かいた＝「お葉書書いた」）、「東泉舎　八氷」（とうせんしゃ・はっぴょう＝「当選者発表」）、「延流亭　諸太」（のべるてい・もろた＝「ノベルティ貰った」）、「玉庭　越久郎」（たまにわ・おくろう＝「たまには送ろう」）というキャラクターまで考えていたという。